# Романо-ді-Ломбардія
Романо-ді-Ломбардія (італ. Romano di Lombardia) — муніципалітет в Італії, у регіоні Ломбардія,  провінція Бергамо.
Романо-ді-Ломбардія розташоване на відстані близько 460 км на північний захід від Рима, 45 км на схід від Мілана, 21 км на південь від Бергамо.
Населення — 19 914 осіб (2014).

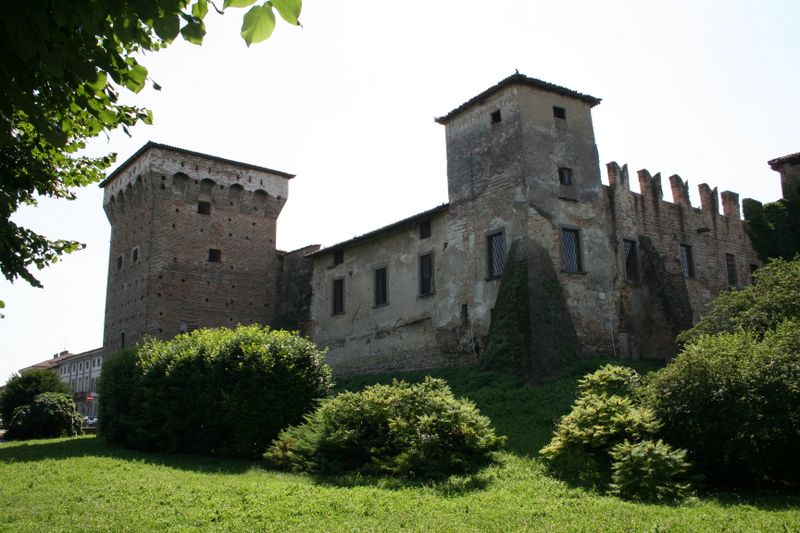

Щорічний фестиваль відбувається 14 вересня. Покровитель — San Defendente.

## Демографія
Населення за роками:

Станом на 1 січня 2023 року в муніципалітеті офіційно проживало 4426 іноземців з 68 країн, серед них 1096 громадян країн Євросоюзу та 114 громадян України.

## Уродженці
- Дзаккарія Кометті (*1937 — †2020) — італійський футболіст, воротар, згодом — футбольний тренер.

## Сусідні муніципалітети
- Баріано
- Колоньо-аль-Серіо
- Кортенуова
- Ково
- Фара-Олівана-кон-Сола
- Форново-Сан-Джованні
- Мартіненго
- Моренго